# Dragon Ball Z: Tenkaichi Tag Team
Dragon Ball Z: Tenkaichi Tag Team, conosciuto in Giappone con il nome di Dragon Ball Tag Versus (ドラゴンボール タッグ バーサス?, Doragon Bōru Taggu Bāsasu) è un videogioco di Dragon Ball per PSP. Per la prima volta nella storia dei videogiochi di Dragon Ball, propone la modalità di combattimento due contro due. Il gioco è stato pubblicato il 30 settembre 2010 in Giappone, il 19 ottobre nel Nord America, il 22 ottobre in Europa e il 28 ottobre in Australasia.

## Modalità di gioco
La grafica, la fluidità di gioco e le modalità riprendono il precedente Dragon Ball Z: Budokai Tenkaichi 3. Il gioco permette combattimenti 2 VS 2, 1 VS 2 o viceversa, 1 VS 1. Non sono possibili invece combattimenti 3 VS 1 o viceversa.
È possibile combinare attacchi energetici con il proprio compagno di squadra ed usare i Senzu che permettono al personaggio di ritornare in vita, fino a un massimo di 4 a partita.

## Personaggi giocabili
La seguente è la lista dei personaggi utilizzabili nel gioco.
Gli stadi di alcuni personaggi sono incompleti, come Vegeth (il quale è giocabile solamente in forma Super Saiyan); Gotenks (il quale è giocabile solo in forma Super Saiyan e Super Saiyan 3); Broly (il quale è giocabile solo in forma Super Saiyan Leggendario), Trunks(ragazzo combattente) (il cui è giocabile solo in forma base e in forma Super Saiyan non Super Trunks) e Super Bu (il quale è disponibile solamente in forma base e Gohan assorbito).
- Goku [ - ; Super Saiyan; Super Saiyan 2; Super Saiyan 3 ]
- Vegeta [ - ;  Super Saiyan ;  Super Saiyan 2 ]
- Vegeta (Scouter)
- Majin Vegeta
- Gohan bambino
- Gohan ragazzo [ - ;  Super Saiyan ;  Super Saiyan 2 ]
- Gohan [ - ;  Super Saiyan ;  Super Saiyan 2 ]
- Gohan Supremo
- Trunks (spada) [ - ;  Super Saiyan ]
- Trunks (ragazzo comb.) [ - ;  Super Saiyan ]
- Trunks bambino [ - ;  Super Saiyan ]
- Goten [ - ;  Super Saiyan ]
- Piccolo
- Crilin
- Tenshinhan
- Jiaozi
- Yamcha
- Videl
- Bardak
- Gotenks [ Super Saiyan ;  Super Saiyan 3 ]
- Super Vegeth
- Super Gogeta
- Radish
- Nappa
- Saibaiman
- Cui
- Zarbon [ - ;  Dopo la trasformazione ]
- Dodoria
- Rekoom
- Burter
- Jeeth
- Guldo
- Capitano Ginew
- Freezer [ 1ª trasformazione; 2ª trasformazione; 3ª trasformazione; Corpo perfetto; Massima potenza ]
- Soldato di Freezer
- Dr. Gelo
- Androide N° 16
- Androide N° 17
- Androide N° 18
- Androide N° 19
- Cell [ 1ª trasformazione; 2ª trasformazione; Forma perfetta; Cell Perfetto ]
- Cell Jr.
- Darbula Signore Inferi
- Majin Bu
- Super Bu [ - ; Gohan assorbito ]
- Kid Bu
- Broly [ Super Saiyan Leggendario ]

## Livelli
Di seguito è elencata la lista dei livelli.
- Area desertico
- Area rocciosa
- Isole
- Città (rovine)
- Pianeta Namecc (Villaggio)
- Pianeta Namecc (Astronave di Freezer)
- Pianeta Namecc morente
- Strada montana
- Gioco di Cell
- Mondo Kaiohshin

## Musiche
Il gioco contiene 9 tracce sonore composte da Kenji Yamamoto.
1. Dragon Claw
Artiglio del Drago 1:33
2. Fighting of the Spirit
Combattimento dello Spirito 1:33
3. Force Majeure
Forza Maggiore 1:33
4. Enigmatic Soul
Animo Enigmatico 1:33
5. Burst Open
Esplodere Aperti 1:31
6. Fire Nation
Nazione di Fuoco 1:31
7. Super Strength
Super Forza 1:30
8. Deadly Zone
Zona Mortale 1:32
9. Explosion
Esplosione 1:34

## Doppiaggio
Qui di seguito è elencata la lista dei doppiatori giapponesi e americani del gioco.
| Personaggio            | Doppiatore giapponese | Doppiatore americano |
| ---------------------- | --------------------- | -------------------- |
| Goku                   | Masako Nozawa         | Sean Schemmel        |
| Gohan bambino          | Masako Nozawa         | Colleen Clinkenbeard |
| Gohan ragazzo          | Masako Nozawa         | Colleen Clinkenbeard |
| Gohan adolescente      | Masako Nozawa         | Kyle Hebert          |
| Goten                  | Masako Nozawa         | Kara Edwards         |
| Bardak                 | Masako Nozawa         | Sonny Strait         |
| Piccolo                | Toshio Furukawa       | Christopher Sabat    |
| Crilin                 | Mayumi Tanaka         | Sonny Strait         |
| Vegeta                 | Ryo Horikawa          | Christopher Sabat    |
| Trunks                 | Takeshi Kusao         | Eric Vale            |
| Trunks bambino         | Takeshi Kusao         | Eric Vale            |
| Yamcha                 | Toru Furuya           | Christopher Sabat    |
| Tenshinhan             | Hikaru Midorikawa     | John Burgmeier       |
| Androide Nº 16         | Hikaru Midorikawa     | Jeremy Inman         |
| Jiaozi                 | Hiroko Emori          | Brina Palencia       |
| Bulma                  | Hiromi Tsuru          | Monica Rial          |
| Mr. Satan              | Unsyo Ishizuka        | Chris Rager          |
| Videl                  | Yuko Minaguchi        | Kara Edwards         |
| Re Kaioh               | Jōji Yanami           | Sean Schemmel        |
| Babidy                 | Jōji Yanami           | Bill Townsley        |
| Narratore              | Jōji Yanami           | Doc Morgan           |
| Kaioshin               | Yūji Mitsuya          | Kent Williams        |
| Kibitoshin             | Yūji Mitsuya          | Kent Williams        |
| Saibaiman              | Yusuke Numata         | John Burgmeier       |
| Radish                 | Shigeru Chiba         | Justin Cook          |
| Nappa                  | Tetsu Inada           | Phil Parsons         |
| Soldato di Freezer     | Naoki Imamura         | John Burgmeier       |
| Cui                    | Eiji Takemoto         | Bill Townsley        |
| Dodoria                | Takashi Nagasako      | John Swasey          |
| Zarbon                 | Hiroaki Miura         | J. Michael Tatum     |
| Guldo                  | Yasuhiro Takato       | Greg Ayres           |
| Rekoom                 | Seiji Sasaki          | Christopher Sabat    |
| Burter                 | Masaya Onosaka        | Vic Mignogna         |
| Jeeth                  | Daisuke Kishio        | Jason Leibrecht      |
| Capitano Ginew         | Katuyuki Konishi      | R. Bruce Elliot      |
| Freezer                | Ryusei Nakao          | Chris Ayres          |
| Androide Nº 17         | Shigeru Nakahara      | Chuck Huber          |
| Androide Nº 18         | Miki Itou             | Colleen Clinkenbeard |
| Androide Nº 19         | Yukitoshi Hori        | Todd Haberkorn       |
| Dr. Gelo               | Koji Yada             | Kent Williams        |
| Cell Jr.               | Takahiro Fujimoto     | Justin Cook          |
| Cell                   | Norio Wakamoto        | Travis Willingham    |
| Darbula Signore Inferi | Ryuzaburo otomo       | Rick Robertson       |
| Majin Bu               | Kouzou Shioya         | Josh Martin          |
| Super Bu               | Kouzou Shioya         | Justin Cook          |
| Kid Bu                 | Kouzou Shioya         | Josh Martin          |
| Broly                  | Bin Shimada           | Vic Mignogna         |